# (1305) Pongola
(1305) Pongola – planetoida z pasa głównego asteroid okrążająca Słońce w ciągu 5 lat i 84 dni w średniej odległości 3,01 au. Została odkryta 19 lipca 1928 roku w Union Observatory w Johannesburgu przez Harry'ego Wooda. Nazwa planetoidy pochodzi od Pongoli, rzeki w Południowej Afryce. Przed nadaniem nazwy planetoida nosiła oznaczenie tymczasowe (1305) 1928 OC.